# Papilio crino
Papilio crino — бабочка семейства парусников или кавалеров (лат. Papilionidae).

## Описание

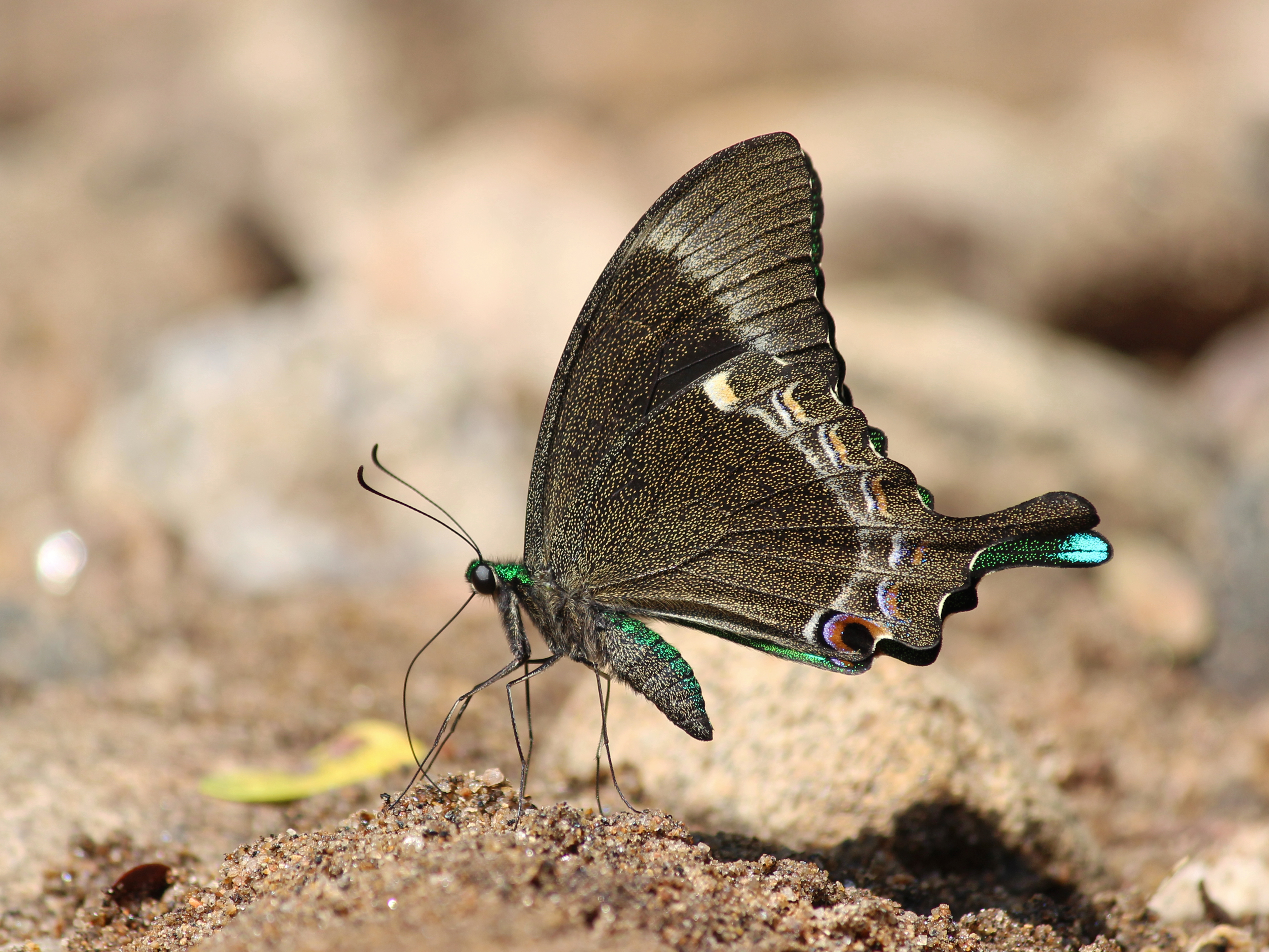
Нижняя сторона крыльев

Размах крыльев 7—9 см. Окраска крыльев чёрная с обильным напылением зелёными чешуйками. По обоим крыльям проходит относительно не широкая перевязь зелёного цвета. Задние крылья с хвостиками. Красноватые пятна у внешнего края задних крыльев у самок выражены ярче.

## Ареал
Лесные части Центральной и Южной Индии (в том числе Керала), Шри-Ланка.

## Биология
Кормовое растение гусениц — Chloroxylon swietenia. Самцы часто встречаются на влажных участках дорог, по берегам рек и ручьёв. Самки в начале периода лёта держатся преимущественно в кронах деревьев, позднее их нередко можно увидеть на цветах.